# NIBES
NIBES (Network of International Business and Economics Schools) ist ein weltweit aktives Netzwerk von Hochschulen mit wirtschaftswissenschaftlicher Ausrichtung. Es wurde mit dem Ziel gegründet, die Internationalisierung der beteiligten Hochschulen zu fördern und das Verständnis für globale Zusammenhänge innerhalb der betriebswirtschaftlichen und ökonomischen Ausbildung zu fördern. Grenzübergreifende und multilaterale Mobilität von Studierenden und Lehrenden sowie der wissenschaftliche Austausch zwischen den Akteuren der Partnerinstitutionen sind Hauptziele der Zusammenarbeit. In den letzten Jahrzehnten konnten im Rahmen von NIBES viele gemeinsame akademische Programme auf Bachelor- und Master-Level (zum Teil als Double Degree oder Joint Degree) entstehen.
NIBES wurde im Mai 1996 in Tours, Frankreich, gegründet. Mittlerweile besteht das Netzwerk aus 20 Universitäten in 20 Ländern. Einziges deutsches Mitglied ist die Hochschule Pforzheim.

## Mitglieder
Derzeit sind folgende Hochschulen Mitglied von NIBES:
- Bilkent University, Ankara / Turkey
- Brigham Young University, Provo, Utah / USA
- Caucasus School of Business, Tbilisi / Georgia
- Cracow University of Economics, Cracow / Poland
- Ecole Superieure de Commerce de Clermont, Clermont-Ferrand / France
- Ecole de Management, Marokko
- Fundação Getúlio Vargas, EBAPE, Rio / Brazil
- Gadjah Mada University, Yogyakarta / Indonesia
- Hiroshima University of Economics, Hiroshima / Japan
- ICHEC – Institut Catholique des Hautes Études Commerciales, Brussels / Belgium
- Instituto de Estudios Superiores de Administracion IESA, Caracas / Venezuela
- ISCTE Lisbon University Institute, Lisbon / Portugal
- Jain University, Bangalore / India
- Örebro University School of Business, Örebro, Sweden
- Pforzheim University, Pforzheim Business School, Pforzheim / Germany
- Robert Gordon University, Aberdeen Business School, Aberdeen / Scotland
- Universidad ESAN, Lima / Peru
- University of Ljubljana, School of Economics and Business, Ljubljana / Slovenia
- University of Southern Denmark / Denmark
- Yuan Ze University, Zhongli District / Taiwan

## Vorstand
Der durch die Annual Conference gewählte Generalsekretär sowie die weiteren Vorstandsmitglieder leiten und vertreten das Netzwerk. Die Amtszeit des Generalsekretärs beträgt zwei Jahre, er kann einmal wiedergewählt werden. Sitz des Netzwerkes ist die Hochschule des jeweils amtierenden Generalsekretärs.
Seit Juli 2025 ist Sophie Peters von der ICHEC Brussels Management Schoo (Belgien) Generalsekretärin des Netzwerkes. Die weiteren amtierenden Vorstandsmitglieder sind Thomas Cleff, Hochschule Pforzheim, Deutschland, George Harada, Hiroshima University of Economics, Japan, Mariella Olivos Rossini, Universidad ESAN, Peru, Jonathon Wood, Brigham Young University, USA, Søren Askegaard, Southern Denmark University, Dänemark, Erica Cargill, Robert Gordon University, Großbritannien und Marc Lecoutre, ESC Clermont, Frankreich und Irena Melua, Caucasus University, Georgia.